# Хабігандж-Садар
Хабіга́ндж-Сада́р (бенг. হবিগঞ্জ সদর, англ. Habiganj Sadar) — одна з 8 упазіл зіли Хабігандж регіону Сілхет Бангладеш, розташована у центрі зіли.
Населення — 275 070 осіб (2008; 225 469 в 1991).

## Адміністративний поділ
До складу упазіли входять 10 вардів:
| Зіла                   | Площа, км² | Населення, осіб (2008) |
| ---------------------- | ---------- | ---------------------- |
| Гопая                  | -          | 78164                  |
| * Хабігандж-Паурашава  | -          | 55475                  |
| Ласкарпур              | -          | 21610                  |
| Лукхра                 | -          | 21964                  |
| Нізампур               | -          | 19786                  |
| Нурпур                 | -          | 25234                  |
| Поїл                   | -          | 18878                  |
| Разіура                | -          | 20343                  |
| Річі                   | -          | 24716                  |
| Тегхаріа               | -          | 15065                  |
| Саїстагандж            | -          | 29310                  |
| * Шаєстаганг-Паурашава | -          | 18165                  |